# Tim Miles
Timothy Sean Miles, meglio noto come Tim Miles (Miami, 23 marzo 1966), è un allenatore di pallacanestro statunitense.

## Palmarès
- Jim Phelan National Coach of the Year Award (2014)